# 2 Kompania Strzelecka ON „Milówka”
2 Kompania Obrony Narodowej „Milówka” – pododdział piechoty Wojska Polskiego II RP.
Kompania została sformowana w maju 1939 roku, w Milówce, w składzie Żywieckiego batalionu ON.
W kampanii wrześniowej, pod dowództwem por. Niemczyka, wzięła udział w obronie Zwardonia i Milówki oraz Węgierskiej Górki.